# Johann Jakob Marinoni

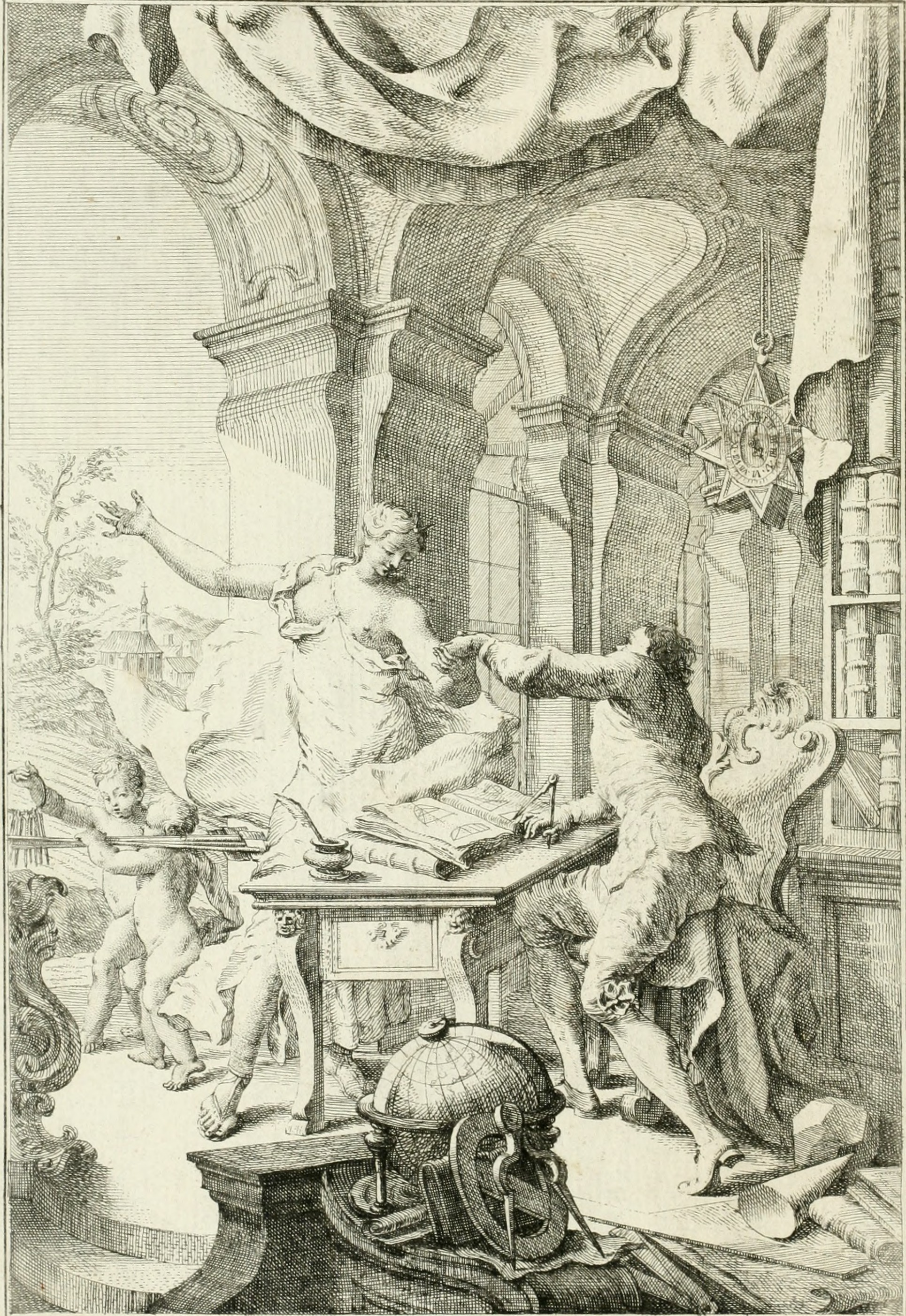
De re ichnographica

 Johann Jakob Marinoni / Giovanni Jacopo de Marinoni (Údine, 1676 – Viena, 10 de janeiro de 1755) foi um matemático e astrônomo austríaco.

## Vida
Obteve um doutorado em 1698 na Universidade de Viena. Em 1703 foi nomeado matemático da corte austríaca.
Marinoni esboçou em 1704 a fortificação de Viena Linienwall, elaborou em 1706 um mapa de Viena, projetou a primeira estrada construída em 1728 no Semmering-Pass e executou de 1719 a 1729 em Milão a primeira medição agrimensural da Europa.
Construiu o primeiro observatório astronômico de Viena a partir de 1728, do qual mais tarde desenvolveu-se o Observatório de Viena. Em 1733 recebeu o título de "Conselheiro Real" {em alemão:  Kaiserlicher Rat). Em 1746 foi eleito membro estrangeiro da Academia de Ciências da Prússia. No mesmo ano foi eleito membro honorário da Academia de Ciências da Rússia em São Petersburgo.

## Honrarias
Em 1971 em Floridsdorf (21. distrito de Viena) a Marinonigasse foi denominada em sua memória.

## Obras
- De astronomica specula domestica et organico apparatu astronomico, 1745
- De re Ichnographica, cujus hodierna praxis exponitur, et propriis exemplis pluribus illustratur. Wien, Kaliwoda, 1751.
- Ichnometria, 1779